# Tanyemblemaria
Tanyemblemaria is een monotypisch geslacht van straalvinnige vissen uit de familie van de snoekslijmvissen (Chaenopsidae).

## Soort
- Tanyemblemaria alleni Hastings, 1992